# 海にねむる財宝をさがせ!
海にねむる財宝をさがせ!（Treasure Map Scrap）は、2007年2月24日に発表されたトムとジェリーテイルズの作品である。

## ストーリー
トムとジェリーは海中に眠る宝探しをすべく筏に乗っていた。トムはジェリーが見つけようとしていた財宝地図を盗み見し、その宝を横取りしようとジェリーを筏操船係などとして酷使していたが、ジェリーがトムに虐められていたのを見たカジキマグロがトムを懲らしめる。
やがてジェリーとカジキマグロは意気投合し、今度はトムを酷使しようと作戦を練る。ジェリーは仕返しとして潜水具にトムを入れて海へ潜らせ、やがて財宝「1879年製チーズ」を発見。陰に潜んでいた親カジキマグロの助けも借りつつその財宝をトムに筏へ引き揚げさせた。最後はジェリーとカジキマグロがそのチーズを仲よく分け合い、トムは筏の操船係をさせられた。

## 登場キャラクター
トム
ジェリーが持っていた財宝地図を盗み見し、お宝を自身の物にしようと様々な企みをする。だがジェリーを虐めていたのをカジキマグロに見つかって懲らしめられ、最後は筏の操船係をさせられた。
ジェリー
自身が持っていた財宝地図をトムに盗み見され、やがてトムに虐められるが、カジキマグロに助けられる。やがてそのカジキマグロと意気投合し、トムを酷使して海中の財宝を発見。最後はその財宝である「1879年製チーズ」をカジキマグロと仲よく分け合った。
カジキマグロの子
ジェリーがトムに虐められているのを見ると・縛っていた縄をほどいてジェリーを助け、やがて彼と意気投合。海中に潜んでいた親マグロの助けも借りつつトムを酷使し、海中にあった財宝「1879年製チーズ」を筏へ引き揚げさせる。最後はジェリーからそのチーズを分けてもらった。
カジキマグロの親
海中に潜んでおり、子マグロからの助言でトムの目の前に現れトムを脅かす。